# Бычкова, Анна Николаевна
А́нна Никола́евна Бычко́ва (6 [18] июня 1886, Нязепетровск — 5 июля 1985, Свердловск) — советский партийный, политический и хозяйственный деятель. Участница революционного движения в России. Председатель Свердловского горсовета (1929—1930). Герой Социалистического Труда (1976).

## Биография

### До 1917 года
Родилась 6 июня (18 июня) 1886 год в посёлке Нязепетровский завод в Красноуфимском уезде Пермской губернии в старообрядческой семье. Отец, Николай Васильевич, был учителем и когда он умер, матери, Ольге Васильевне, с двумя дочерьми — Анной и Марией — пришлось перебраться в Екатеринбург. Сёстры поступили в женскую гимназию, где познакомились с Клавдией Новгородцевой — будущей женой Якова Свердлова — которая увлекла девушек марксистскими идеями. В 1904 году они обе вступили в нелегальный ученический кружок РСДРП.
После окончании гимназии в 1905 году Анна год проработала учителем в посёлке Шемаха Красноуфимского уезда, затем вернулась в Екатеринбург, где став членом РСДРП, продолжила революционную деятельность. Уже на следующий год была арестована по делу Уральского областного комитета РСДРП и после полутора лет в тюрьме в 1909 году отправлена на вечное поселение в Сибирь. Ссылку отбывала в селе Бельское Енисейской губернии, откуда в 1910 году бежала. Добравшись под чужим именем до Санкт-Петербурга, уехала во Францию, а затем за океан — в США, где жила в Нью-Йорке и участвовала в работе русской группы «Социалистической партии Америки». Вышла замуж за революционера из Перми Александра Минкина. В 1913 году у них родился сын Женя.

### 1917—1929
После Февральской революции в апреле 1917 года Бычкова вернулась в Россию — сначала в Петроград, а оттуда в Екатеринбург. Больше года — с мая 1917 по июнь 1918 года — работала секретарём Союза рабочих-металлистов. В марте 1918 года участвовала IV Всероссийского съезда Советов.
Анна Бычкова была знакома с комендантом Ипатьевского дома Яковом Юровским, непосредственным руководителем расстрела последнего российского императора Николая II и его семьи в июле 1918 года. Позже именно по её совету писателем Яковом Резником была написана повесть «Чекист», представляющую собой биографию Юровского.
В годы Гражданской войны Бычкова работала в Москве в Секретариате ЦК ВКП(б).
В 1922—1924 годах работала секретарём 1-го райкома РКП(б) в Екатеринбурге. В 1923 году делегат XII съезда РКП(б), затем на Уральской областной партийной конференции избрана членом Президиума Контрольной комиссии и Рабоче-Крестьянской Инспекции. Проработала там до февраля 1929 года, возглавляя комиссию по социально-культурным вопросам.

### На посту председателя Свердловского горсовета
С марта 1929 до ноября 1930 года Анна Бычкова являлась председателем Свердловского городского совета рабочих, крестьянских и красноармейских депутатов. В период её работы на этом посту в городе был пущен первый трамвай (7 ноября 1929 года), открылся научно-исследовательский институт механической обработки и обогащения полезных ископаемых — «Уралмеханобр» (13 ноября 1929 года). Начала работать обувная фабрика, через Свердловск прошла воздушная линия Москва — Иркутск (самолёты делали промежуточную посадку на Уктусском аэродроме). Почти полностью была ликвидирована безработица, открыта сеть из 136 столовых. 1 мая 1930 года в Свердловске состоялась первая на Урале демонстрация звукового кино, в сентябре принял первых студентов Индустриально-педагогический институт, открыт автодорожный техникум, в октябре начался первый театральный сезон драматического театра.
Одновременно шла активная антирелигиозная деятельность. 17 февраля 1930 года А. Н. Бычкова подписала распоряжение о сносе «для получения строительного материала» нескольких церквей города. Весной 1930 года были взорваны Екатерининский и Кафедральный соборы, Свято-Духовская церковь. Ряд культовых зданий был закрыт для дальнейшего переоборудования для производственного использования.
В мае 1929 года она участвует в V Всесоюзном съезде советов, а в 1930 она делегат XVI съезда ВКП(б).

### С 1931 года
В феврале 1931 года возглавила незадолго до этого основанный Индустриально-педагогический институт, но уже в ноябре того же года была вызвана в Москву — для работы в ЦК Союза работников просвещения. Вскоре её назначили председателем ЦК Союза дошкольных работников. В 1937 году вышла её книга «Рядом с товарищем Андреем» о жене Якова Свердлова.

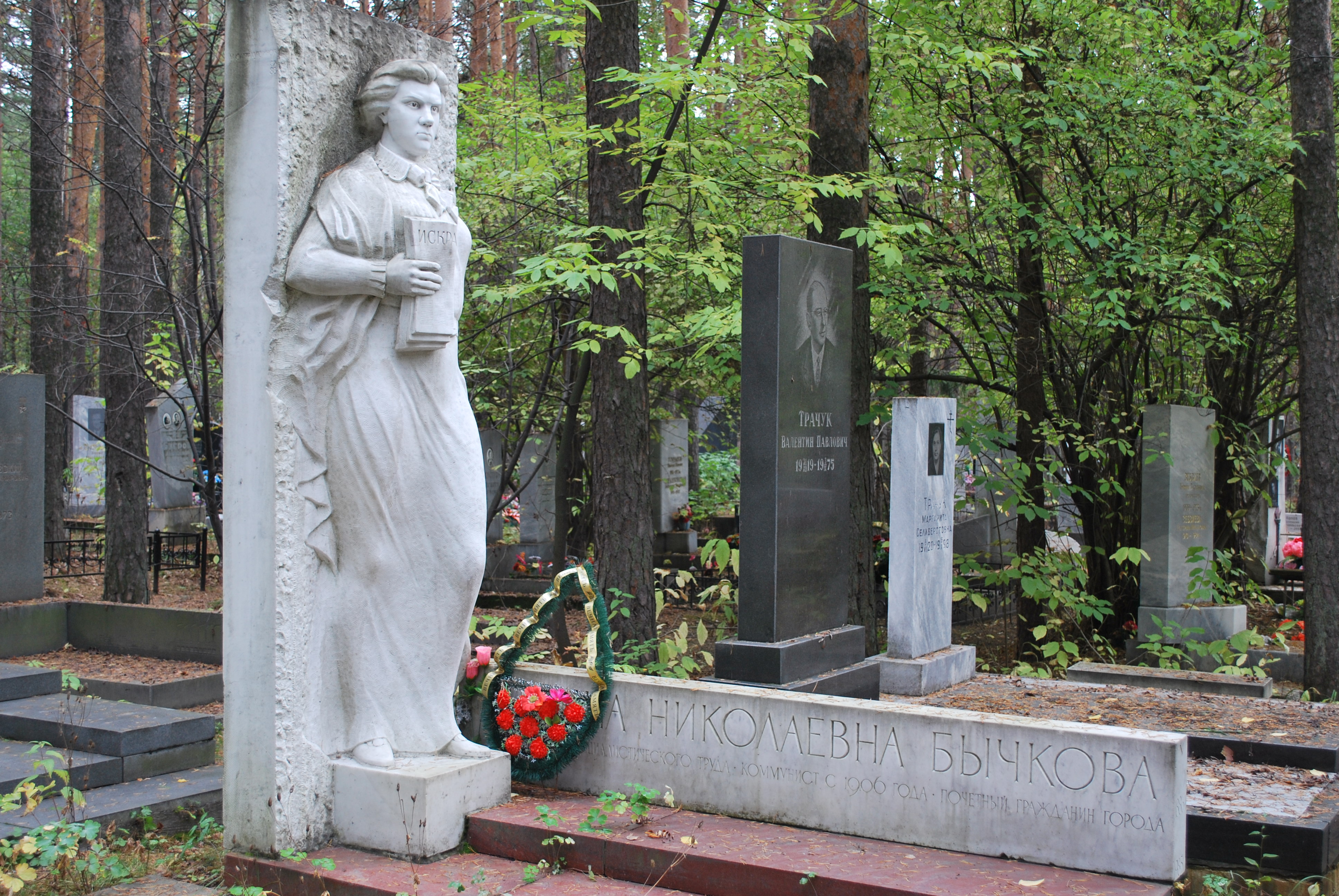
Могила Бычковой на Широкореченском кладбище

В 1938 году Анна Бычкова была лишена ответственного поста и исключена из ВКП(б) «за потерю бдительности» — её сестру Марию Уфимцеву репрессировали как участницу «левой оппозиции». Она идёт швеёй-мотористкой на Московскую швейную фабрику, а в 1941 году, с началом Великой Отечественной войны вместе с семьёй сына Евгения, ставшего инженером оборонного предприятия, эвакуируется в Свердловск. С 1942 года до ухода на пенсию в 1958 году работала библиотекарем в городской клинической больнице № 1. В 1949 году с отличием закончила заочно Московский библиотечный институт.
В 1955 году восстановлена в рядах КПСС, в 1956 году ей вручён первый орден Ленина (ещё два — в 1966 и 1976), а в 1958 она получает статус персонального пенсионера Союзного значения. Делегат XXII (1961) и XXIII (1966) съездов КПСС. В 1966 году стала первым Почётным гражданином Свердловска. В 1976 году ей присвоено звание Героя Социалистического труда.
Скончалась 5 июля 1985 года в Свердловске. Похоронена на Широкореченском кладбище.

## Награды
- Орден Ленина (23 марта 1956) — в связи с пятидесятилетием первой русской революции 1905—1907 г.г. за активное участие в революционном движении[6].
- Орден Ленина (27 июня 1966) — за большие заслуги в революционном движении, активную общественно-политическую деятельность и в связи с восьмидесятилетием со дня рождения[7].
- Звание «Герой Социалистического Труда» с вручением золотой медали «Серп и Молот» и ордена Ленина (18 июня 1976) — за большие революционные и трудовые заслуги и в связи с девяностолетием со дня рождения[8].
- Почётный гражданин Свердловска (1966)[9]. Первый человек в данном качестве[10].
- Медаль им. Н. К. Чупина (1980)[11].

## Память
В честь Анны Бычковой названа одна из екатеринбургских улиц в жилом районе Синие Камни.
Премия имени Анны Бычковой вручается Свердловским областным Министерством культуры работникам библиотек, привнесшим наибольший вклад в развитие библиотечного дела и просветительства.

## Семья
Сын Бычков Евгений Александрович (09.12.1913 — 18.05.1946), похоронен вместе с женой на Ивановском кладбище Екатеринбурга. Дочь Надежда (р. 20.11.1920 — 1924), умерла от менингита.
Сестра Уфимцева Мария Николаевна (1890 г.р.), арестована 15 октября 1936 года, расстреляна 1 апреля 1937 года в Свердловске как участник «троцкистско-зиновьевской террористической организации». Реабилитирована в 1956 году.